# Karla Cheatham Mosley
Karla Cheatam Mosley (nascida em 27 de Agosto de 1981) é uma atriz (e foi cantora) norte-americana.

## Nos primeiros anos
Karla nasceu e foi criada em Westchester, Nova York. Ela se formou a partir da Universidade de Nova York e Escola de Artes em Tisch, com uma honra, ela passou a estudar na França pelo Instituto Vocal de Roy Hart.

### Hi-5
Enquanto a Karla ainda estava na faculdade, entre 2003 à 2005, Karla viajou para a Austrália e foi selecionada para representar a versão do Hi-5 nos Estados Unidos, para fazer a contraparte americana de Charli Delaney (que atualmente, é comandada por Lauren Brant). Ela era a mais jovem do grupo. Seus segmentos são a Imaginação e o Movimento, onde interage com seus telespectadores. Ela é geralmente o membro de transição do grupo. Ela também fornece a voz da Tata no show.
No Brasil, ela foi dublada e interpretada por Tarsila Amorim. Em 2006, Mosley deixou o elenco do Hi-5, a fim de prosseguir outros interesses.

### Guiding Light
Karla fez o papel de Christina Moore Boudreau no extinto drama televisivo Guiding Light. Christina era uma estudante de medicina que se casou com Remy Boudreau (interpretado por Lawrence Saint-Victor).

### Outros Papéis
Karla também apareceu em muitos locais de Nova York (incluindo por um tempo como a cantora em destaque para o Gray Line Show Business Insider Tour), como cantora ou como atriz. Em 2007, estrelou a produção musical de Dreamgirls no Teatro TUTS em Houston, Texas.
Apareceu também numa produção infantil off-Broadway chamado Max and Ruby, em 2007-2008.
Além disso, ela desempenhou um papel no filme Queime Depois de Ler em 2008. Como também é vista num filme indiano chamado Red Hook.
No mesmo ano, estrelou ao lado de Lenelle Moise em "Expatriate", outro show off-Broadway, mas arenoso no Projeto Cultura, além das participações em séries como Lei & Ordem e Gossip Girl - A Garota do Blog. Apareceu em Museum Pieces no Teatro West End, em Nova York.
Sua atuação ganhou elogios em uma das mídias do New York Times, Time Out New York e Variety que escreveu o seguinte:
"A voz de Mosley possui uma descoberta grave, com frase notável e num número delicado chamado 'The Makings', sobre como a vida de Alphine tem dado ela o resultado de uma lenda de jazz, suas puras notas altas desce para terra roncando num flash, e você tem que acreditar nela quando ela canta: "Qualquer coisa que eu lamento/ Ouvindo os sucessos como o mel."

## Ativismo
Karla faz parte do conselho do Covenant House (aliança de casa), a maior agência privada financiada nas Américas, fornecendo abrigo e outros serviços aos jovens sem-teto, e mais. Ela é uma embaixadora célebre do National Eating Disorders Association (Associação Nacional de Distúrbios Alimentares) e está em outras instituições de caridade. Após o furacão Katrina, ela organizou um concerto beneficente com seus colegas do Hi-5 para arrecadar dinheiro para as vítimas do furacão Katrina. Ela co-produziu e realizou em Broadway para o Barrack Obama, num concerto beneficente durante a campanha presidencial em 2008. Ainda na Broadway, se apresentou para o novo concerto para a igualdade do casamento.

## Vida Pessoal
Karla tem uma irmã e dois gatos. É casada com Jeremias Frei-Pearson.